# Brookside Village
Brookside Village é uma cidade localizada no estado norte-americano de Texas, no Condado de Brazoria.

## Demografia
Segundo o censo norte-americano de 2000, a sua população era de 1960 habitantes. 
Em 2006, foi estimada uma população de 1998, um aumento de 38 (1.9%).

## Geografia
De acordo com o United States Census Bureau tem uma área de 
5,5 km², dos quais 5,5 km² cobertos por terra e 0,0 km² cobertos por água.

## Localidades na vizinhança
O diagrama seguinte representa as localidades num raio de 16 km ao redor de Brookside Village. 